# Rothus auratus
Rothus auratus is een spinnensoort uit de familie van de kraamwebspinnen (Pisauridae).
De wetenschappelijke naam van de soort werd in 1900 gepubliceerd door Reginald Innes Pocock.